# Малли, Комлан
Комлан Малли (фр. Komlan Mally; род. 12 декабря 1960) — тоголезский политик, был премьер-министром Того с декабря 2007 года по сентябрь 2008 года и министром здравоохранения Того с сентября 2008 до июня 2011 года.

## Биография
Колман Малли родилась в Адиве в префектуре Амоу, входящей в регион Плато. Он был членом Объединения тоголезского народа (RPT) и его центрального комитета. Он занимал должность префекта префектуры Вава с марта 1996 по октябрь 1999 года, а затем был префектом префектуры Гольфе с 2002 по 2006 год. В сентябре 2006 года он был назначен министром градостроительства в правительстве премьер-министра Йавови Агбойибо, в котором он занимал этот пост до декабря 2007 года. Он был избран кандидатом от ОТН в Национальное собрание на парламентских выборах в октябре 2007 года из префектуры Амоу.
После выборов 2007 года Малли был назначен премьер-министром президентом Фором Гнассингбе 3 декабря 2007 года и оставался на этом посту до 8 сентября 2008 года.